# Troarn
Troarn je naselje in občina v severozahodnem francoskem departmaju Calvados regije Spodnje Normandije. Leta 2006 je naselje imelo 3.645 prebivalcev.

## Geografija
Kraj se nahaja v pokrajini Normandiji 14 km vzhodno od središča regije Caena.

## Uprava
Troarn je sedež istoimenskega kantona, v katerega so poleg njegove vključene še občine Argences, Banneville-la-Campagne, Cagny, Canteloup, Cléville, Cuverville, Démouville, Émiéville, Giberville, Janville, Saint-Ouen-du-Mesnil-Oger, Saint-Pair, Saint-Pierre-du-Jonquet, Sannerville, Touffréville in Vimont z 22.844 prebivalci.
Kanton Troarn je sestavni del okrožja Caen.

## Zanimivosti
- opatija sv. Martina, ustanovljena leta 1059;